# Piparkūkas
Les piparkūkas sont des petits biscuits secs épicés originaires de Lettonie. Ils ont diverses formes : sapin, cloche, lapin, champignon, lune, étoile, cœur… Généralement en vente en période de Noël, en petits ballotins en grande surface et aux marchés de Noël, on en trouve également de plus gros, plus artisanaux (sur les marchés de Noël) qui sont souvent glacés au sucre pour obtenir une forme plus « recherchée » : des personnages, des cœurs décorés, des inscriptions de Fêtes de fin d'année, etc.
On trouve dans les pays nordiques des biscuits semblables préparés à Noël et portant le même nom qui signifie littéralement « biscuit au poivre » : suédois : pepparkakor ; finnois : piparkakut ; estonien : piparkoogid ; norvégien : pepperkaker ; danois : peberkager.
On peut les considérer comme une variété de pains d'épices.